# Macbeth Shoe Company
MacBeth Shoe Company eller Macbeth Footwear skapades av Thomas Delonge (gitarrist i banden Angels & Airwaves och Blink 182). Skomärket tillverkar canvas/street skor.
Företaget grundade 2002-2003, medan han fortfarande var aktiv i Blink. Företaget säljer främst skor, men även t-shirts, tröjor och solglasögon. Macbeth är ett mestadels veganskt företag och är starkt influerat av musik och annan kreativ konst. Den har två logotyper, är en underskrift Macbeth Pennant samt en Grip (ett lejon med vingar). Macbeths främsta källa på nätet är Loserkids.com, som grundades av Tom Delonge tillsammans med Mark Hoppus (även han från Blink-182).